# Diócesis de Mindelo
La diócesis de Mindelo (en latín: Dioecesis Mindelen(sis) y en portugués: Diocese do Mindelo) es una circunscripción eclesiástica latina de la Iglesia católica en Cabo Verde, inmediatamente sujeta a la Santa Sede. La diócesis tiene al obispo Ildo Augusto Dos Santos Lopes Fortes como su ordinario desde el 25 de enero de 2011.

## Territorio y organización
La diócesis tiene 2320 km² y extiende su jurisdicción sobre los fieles católicos de rito latino residentes en las islas de Barlovento.
La sede de la diócesis se encuentra en la ciudad de Mindelo en la isla de São Vicente, en donde se halla la Procatedral de Nuestra Señora de la Luz. 
En 2019 en la diócesis existían 17 parroquias.

## Historia
El 9 de diciembre de 2003 la diócesis de Santiago de Cavo Verde se dividió en dos con la erección de la diócesis de Mindelo separando las islas de Barlovento mediante la bula Spiritali fidelium del papa Juan Pablo II.

## Estadísticas
De acuerdo al Anuario Pontificio 2020 la diócesis tenía a fines de 2019 un total de 156 650 fieles bautizados.
| Año                                                                             | Población            | Población | Población      | Sacerdotes | Sacerdotes    | Sacerdotes    | Bautizados por sacerdote | Diáconos permanentes | Religiosos | Religiosos | Parroquias |
| Año                                                                             | Bautizados católicos | Total     | % de católicos | Total      | Clero secular | Clero regular | Bautizados por sacerdote | Diáconos permanentes | Varones    | Mujeres    | Parroquias |
| ------------------------------------------------------------------------------- | -------------------- | --------- | -------------- | ---------- | ------------- | ------------- | ------------------------ | -------------------- | ---------- | ---------- | ---------- |
| 2003                                                                            | 140 114              | 147 489   | 95.0           | 20         | 5             | 15            | 7005                     |                      | 15         | 29         | 12         |
| 2004                                                                            | 140 114              | 147 489   | 95.0           | 20         | 5             | 15            | 7005                     |                      | 15         | 29         | 12         |
| 2007                                                                            | 143 000              | 150 300   | 95.1           | 21         | 4             | 17            | 6809                     |                      | 23         | 42         | 14         |
| 2012                                                                            | 157 800              | 175 000   | 90.2           | 22         | 7             | 15            | 7172                     |                      | 26         | 50         | 14         |
| 2013                                                                            | 160 500              | 178 000   | 90.2           | 23         | 6             | 17            | 6978                     | 10                   | 22         | 59         | 14         |
| 2016                                                                            | 153 627              | 175 660   | 87.5           | 24         | 9             | 15            | 6401                     | 10                   | 21         | 52         | 15         |
| 2019                                                                            | 156 650              | 190 354   | 82.3           | 25         | 13            | 12            | 6266                     | 10                   | 16         | 55         | 17         |
| Fuente: Catholic-Hierarchy, que a su vez toma los datos del Anuario Pontificio. |                      |           |                |            |               |               |                          |                      |            |            |            |

## Episcopologio
- Arlindo Gomes Furtado (14 de noviembre de 2003-22 de julio de 2009 nombrado obispo de Santiago de Cabo Verde)
- Ildo Augusto Dos Santos Lopes Fortes, desde el 25 de enero de 2011